# N123 (België)
De N123 is een gewestweg in de Belgische provincie Antwerpen en verbindt de N153 in Herentals met de Nederlandse grens bij Postel. De weg loopt in Nederland zonder wegnummer verder door naar Eersel. De totale lengte van de N123 bedraagt ongeveer 34 kilometer.

## Plaatsen langs de N123
- Herentals
- Lichtaart
- Kasterlee
- Retie
- Postel